# Marcoule
Marcoule is een nucleair complex in de Franse gemeenten Chusclan en Codolet nabij Bagnols-sur-Cèze en Orange in het departement Gard in de regio Occitanie. 
Marcoule is een groot nucleair complex dat sinds 1956 gebouwd en uitgebreid is door het Commissariat à l'énergie atomique (CEA) en Areva NC. De eerste industriële en militaire experimenten met plutonium vonden plaats in Marcoule. De drie gasgekoelde UNGG-reactoren binnen het complex zijn stilgelegd, de laatste reactor in 1984. In de jaren 70 is het onderzoek verder uitgebreid met de Phénix-kweekreactor, die operationeel is geweest tot 2010. In de toekomst zal de Phénix-reactor worden vervangen door een nieuwe natrium-gekoelde kweekreactor, genaamd ASTRID (Advanced Sodium Technological Reactor for Industrial Demonstration), met een vermogen van 600 MWe.
Sinds 1995 produceert de MELOX-fabriek MOX-brandstof, een mengsel van uranium en plutonium. Het plutonium komt van Areva NC in La Hague. De belangrijkste taak van het complex is tegenwoordig het ontmantelen van de eigen installaties en andere nucleaire faciliteiten in Frankrijk.
Op maandag 12 september 2011 vond een explosie plaats na een brand in een opslag voor kernafval. Hierbij viel één dode en raakten vier mensen gewond.

## Reactoren
| unit        | reactor type        | netto opbrengst | totaal vermogen | start bouw | eind bouw  | commercieel bedrijf | sluiting   |
| ----------- | ------------------- | --------------- | --------------- | ---------- | ---------- | ------------------- | ---------- |
| Marcoule G1 | UNGG-reactor        | 2 MW            |                 | 1955       | 07-01-1956 | -                   | 15-10-1968 |
| Marcoule G2 | UNGG-reactor        | 38 MW           | 43 MW           | 01-03-1955 | 22-04-1959 | 22-04-1959          | 02-02-1980 |
| Marcoule G3 | UNGG-reactor        | 38 MW           | 43 MW           | 01-03-1956 | 04-04-1960 | 27-05-1981          | 20-06-1984 |
| Phénix      | Snelle kweekreactor | 130 MW          | 142 MW          | 01-03-1968 | -          | 13-12-1973          | 01-02-2010 |

Actief: Belleville · Blayais · Bugey · Cattenom · Chinon · Chooz · Civaux · Cruas · Dampierre · Flamanville · Golfech · Grevelingen · Nogent · Paluel · Penly · Saint-Alban · Saint-Laurent · Tricastin

Inactief: Brennilis · Bugey 1 · Chinon (A1/A2/A3) · Chooz A · Fessenheim · Marcoule · Phénix · Saint-Laurent (A1/A2) · Superphénix